# Polyommatus actinides
Espèce
Polyommatus actinides est une espèce de papillons de la famille des Lycaenidae originaire d'Asie centrale.

## Description
Les larves se nourrissent de plantes du genre Onobrychis.

## Liste des sous-espèces
- Polyommatus actinides actinides (monts Zaalaï)
- Polyommatus actinides praeactinides (Forster, 1960) (ouest du Tian Shan)
- Polyommatus actinides weidenhofferi Eckweiler, 1997 (monts Kirghizes)

## Systématique
Le nom valide de ce taxon est Polyommatus actinides (Staudinger, 1886),.